# Lohengrin (film 1936)
Lohengrin è un film del 1936 diretto da Nunzio Malasomma.

## Trama
Il ritorno, dopo un lungo soggiorno nelle Americhe di Lohengrin, partito con una fama di grande sciupafemmine, mette in agitazione gelosa gli uomini e accende la fantasia delle loro donne. Tutto si mitiga quando Lohengrin arriva: è un uomo piccolo, grassottello e mite